# 353년

## 연호
- 동진(東晉) 영화(永和) 9년
- 전량(前凉) 건흥(建興) 41년
- 전연(前燕) 원새(元璽) 2년
- 전진(前秦) 황시(皇始) 3년
- 대(代) 건국(建國) 16년

## 기년
- 동진(東晉) 목제(穆帝) 9년
- 신라(新羅) 흘해 이사금(訖解泥師今) 44년
- 고구려(高句麗) 고국원왕(故國原王) 23년
- 백제(百濟) 근초고왕(近肖古王) 8년

## 사건
- 왕희지가 난정서를 짓다.